# Sint-Rumolduskapel (Weert)

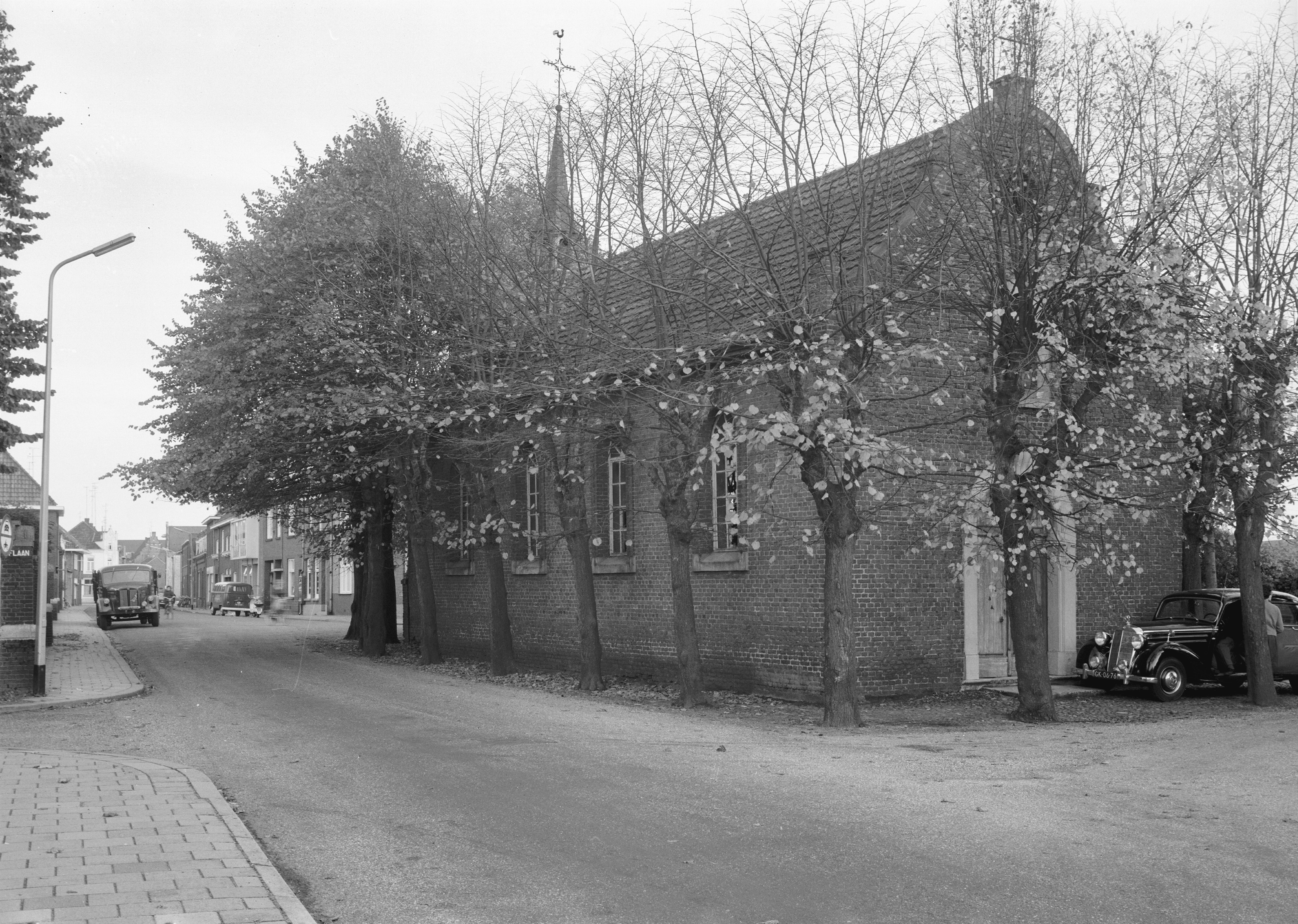

De Sint-Rumolduskapel (ook: Rumolduskapel) is een betreedbare kapel te Weert in de Nederlandse gemeente Weert. De kapel staat nabij Molenpoort 27. Ten noordoosten van de kapel ligt het Sint-Martinuskerkhof.

## Geschiedenis
Reeds omstreeks 1400 moet op deze plaats een kapel hebben gestaan, waar Sint-Rumoldus werd vereerd tegen quade oogen, geschillen in de kele (keelaandoeningen) en veeziekten. Een kaart van Jacob van Deventer uit 1560 toont eveneens een kapel op deze plaats.
De kapel raakte geleidelijk in onbruik en in verval. In 1975 werd ze aangekocht door de gemeente en gerestaureerd. Sindsdien doet ze dienst als gedachteniskapel voor de tijdens de Tweede Wereldoorlog omgekomen Weertenaren. Een kunstwerk, vervaardigd door Felix van Kalmthout, werd in de kapel geplaatst. Het beeldt een groep gevangenen uit die wordt gedeporteerd, vergezeld van de tekst: Opdat wij niet vergeten.

## Gebouw
De huidige kapel is een driezijdig gesloten zaalkerkje uit de 18e eeuw, mogelijk omstreeks 1775. In 1838 bleek het bestuur van de Sint-Martinusparochie voornemens rondom de kapel buiten de Molenpoort eenige linden boomen te planten. Deze lindebomen staan er nu nog.
De bakstenen kapel heeft een gezwenkte voorgevel en in de kapel bevindt zich een galerij in Lodewijk XV-stijl. Aan de oostzijde van de kapel is een overhuifd kruisbeeld bevestigd uit 1883.